# 後藤健生
後藤 健生（ごとう たけお、1952年 - ）は、日本のサッカージャーナリスト。東京都出身。慶應義塾大学大学院法学研究科政治学専攻博士課程修了。国際サッカー歴史記録学会アジア地区代表委員、日本サッカーライターズ協議会理事、元関西大学客員教授、元日本サッカー狂会常任幹事。日本のサッカージャーナリストの先駆者の一人と称される。

## 来歴
1964年、小学6年生の時に東京オリンピックの学校動員で、ハンガリー五輪代表対モロッコ五輪代表を観戦。以来、ジャンルを問わずサッカー観戦を続けており、2018年時点では約4400試合を観戦している。中学時代はサッカー部に所属し（本人曰く新宿区で3チーム中3位）、高校時代はサッカー部がなかったため設立されたばかりの読売クラブに所属した。
学生時代は有名なクイズマニアであり、初めて国外のサッカー試合を現地観戦したのも、1972年秋に「クイズグランプリ」（フジテレビ）で優勝した際の賞品（欧州旅行）を使ったものだった。その際、他の参加者とは別行動を取り、ロンドンでアーセナルFC対マンチェスター・シティFC戦を観戦している。
1974年、西ドイツで行われた1974 FIFAワールドカップを「一生に一度の経験」と思い、シベリア経由の格安ツアーを使って観戦。4年後の1978 FIFAワールドカップも思わぬ形で大金を手にしたことから観戦することになったが、その元手になったのもクイズの賞金だった。1977年にTBSテレビの「ベルトクイズQ&Q」に出演。勝ち抜き戦とミリオンステージを制して優勝賞金100万円を手にしたのち、その優勝者によって行われたグランドチャンピオン大会にも後日出演。同様に100万円を手にし、占めて200万円を稼ぎ、南米へのサッカー観戦旅行の費用に充てている。
1976年、サッカー日本代表のサポーター組織「日本サッカー狂会」に入会。後藤によれば以前から狂会の存在は知っていたが、入会が遅れた理由については「若輩者が入るには敷居が高いと感じていた」からとしている。
1986年、メキシコで行われた1986 FIFAワールドカップでは国際サッカー連盟の取材許可証を取得してジャーナリストとして初観戦した。日本サッカー界が「冬の時代」と呼ばれ、取材者が新聞社や専門誌の記者に限られていた時代にあって、富樫洋一や大住良之とともにフリーのサッカージャーナリストの草分けとなった。
主な著書に日本サッカー史と代表の試合データを2冊にまとめた『日本サッカー史 日本代表の90年』、スタジアムの歴史や背景をまとめた『国立競技場の100年 明治神宮外苑から見る日本の近代スポーツ』や『世界スタジアム物語 競技場の誕生と紡がれる記憶』などがある。2014年、『国立競技場の100年 明治神宮外苑から見る日本の近代スポーツ』で2013年度ミズノスポーツライター賞優秀賞を受賞した。

## トラブル
- 2006年、スカイパーフェクTV!の番組に出演した際のジェフユナイテッド市原の選手への発言が問題視される。「えのきどいちろう ワールドサッカージャーナル」のブログに発言があった旨が記されていたことからクラブ関係者の知る所となり、番組関係者と後藤を交えた協議の結果、謝罪が行われた[14]。

## 主な著書
- 『サッカーの世紀 リアリズムとしてのサッカー』文藝春秋、1995年 ISBN 4-16-350680-2
- 『ワールドカップの世紀』文藝春秋、1996年 ISBN 4-16-351560-7
- 『日本サッカーの未来世紀』文藝春秋、1997年 ISBN 4-16-352660-9
- 『世界サッカー紀行』文藝春秋、1997年 ISBN 4-16-353310-9
- 『アジアサッカー戦記 フランスW杯への長き道』文藝春秋、1998年 ISBN 4-16-353760-0
- 『ワールドカップ』中央公論新社、1998年 ISBN 4-12-002753-8
- 『日本ユース代表サバンナを駆ける』マガジンハウス、1999年 ISBN 4-8387-1107-7
- 『トルシエとその時代』双葉社、2000年 ISBN 4-575-29184-6
- 『ヨーロッパサッカーの源流へ』双葉社、2000年 ISBN 4-575-29139-0
- 『世界サッカー紀行2002』文藝春秋、2002年 ISBN 4-16-358240-1
- 『2002年ワールドカップの真実』実業之日本社、2002年 ISBN 4-408-61216-2
- 『日本サッカー戦記 2002～2006 ドイツへの道』実業之日本社、2006年 4-408-61260-X
- 『日本サッカー史 日本代表の90年』双葉社、2007年 ISBN 4-575-29932-4
- 『日本サッカー史 日本代表の90年 資料編』双葉社、2007年 ISBN 4-575-29933-2
- 『国立競技場の100年 明治神宮外苑から見る日本の近代スポーツ』ミネルヴァ書房、2013年 ISBN 978-4-623-06739-8
- 『世界スタジアム物語』ミネルヴァ書房、2017年 ISBN 978-4-623-07868-4
- 『森保ジャパン世界で勝つための条件』NHK出版、2019年 ISBN 978-4-14-088606-9